# Ad Astra (film)
Ad Astra er en amerikansk film fra 2019 og den blev instrueret af James Gray.

## Medvirkende
- Brad Pitt som Roy McBride
- Tommy Lee Jones som Clifford McBride
- Kimberly Elise som Lorraine Deavers
- Donald Sutherland som oberst Pruitt
- Ruth Negga som Helen Lantos
- John Ortiz som General Rivas
- Greg Bryk som Chip Garnes
- Jamie Kennedy som Peter Billo
- Loren Dean som Donald Stanford
- LisaGay Hamilton som Amelia Vogel